# Готьє Гейн
Готьє Гейн (фр. Gauthier Hein, нар. 7 серпня 1996, Тьйонвіль, Франція) — французький футболіст, вінгер клубу «Осер».

## Ігрова кар'єра
Готьє Гейн є уродженцем міста Тьйонвіль, де й починав грати у футбол у місцевій команді аматорського рівня. Пізніше він приєднався до молодіжної команди «Меца». Починаючи з сезону 2014/15 Гйен почав виступати за другу команду «Меца». З наступного сезону він забронював за собою місце в основі й став лідером дублюючого складу. З 2016 року футболіста почали залучати до матчів першої команди у турнірі Ліга 1. У травні 2019 року Гейн підписав з клубом новий контракт. Ще по одному сезону футболіст провів в оренді у клубах Ліги 2 «Тур» та «Валансьєн».
Влітку 2020 року Гейн підписав трирічний контракт з клубом «Осер». У 2021 році Гейн був номінантом на Приз імені Ференца Пушкаша.

## Особисте життя
У віці 12 років Готьє Гейн був чемпіоном країни з настільного тенісу у своїй віковій категорії. Пізніше йому довелося обирати між заняттями тенісом та футболом.